# Jackson (metrostation)

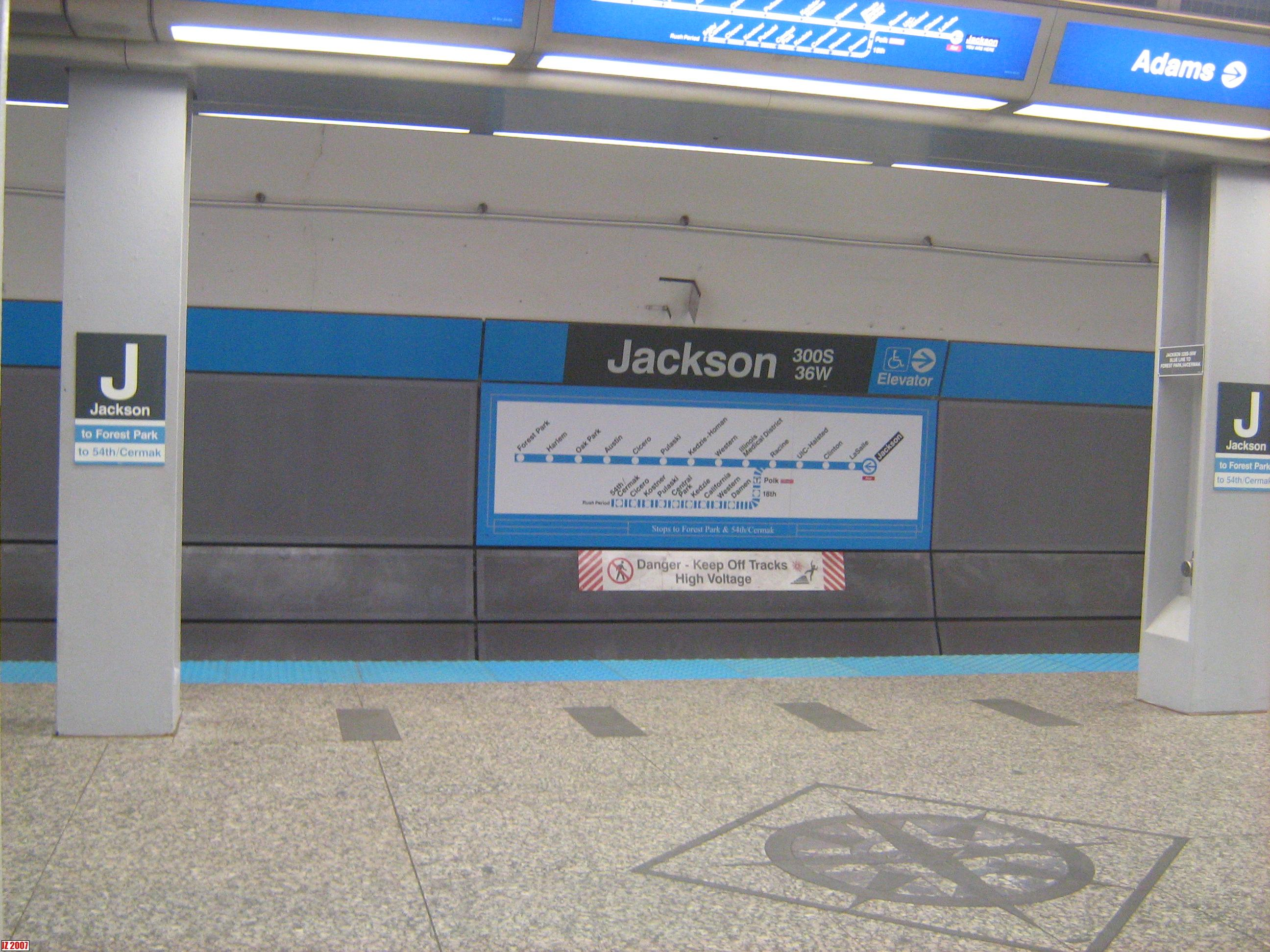
Het perron aan de Blauwe lijn

Jackson is een stationscomplex van de metro van Chicago.
Het complex bestaat uit twee ondergrondse eilandperrons aan de blauwe en rode lijn die met een voetgangerstunnel met elkaar zijn verbonden.
De stationsnaam refereert aan de nabijgelegen Jackson Boulevard. Het perron van de blauwe lijn ligt onder (South) Dearborn Street en die van de rode onder (South) State Street.
Er is een gratis overstap mogelijk met het op The Loop gelegen station Harold Washington Library-State/Van Buren aan de bruine, oranje, paarse en roze metrolijnen.  